# Basse-Terre (La Réunion)
Pour les articles homonymes, voir Basse-Terre (homonymie).
Le quartier de Basse-Terre — ou la Basse-Terre — est situé au nord du centre-ville de Saint-Pierre et compte environ huit mille habitants.

## Description
Basse-Terre a la particularité d’être à la fois rural et urbain : il y existe deux mondes, l’ancien (rural) et le nouveau (logements sociaux), séparés symboliquement par le canal Saint-Étienne. Le quartier compte environ 854 logements sociaux sur « Joli Fond », et il compte un peu plus de 200 logements sociaux sur Basse-Terre où il existe néanmoins beaucoup de cases traditionnelles. 

## Historique
La Basse-Terre était, dans la première moitié du XIXe siècle, la propriété de Roland de Heaulme (1782-1854). Elle se composait d'un domaine agricole de plusieurs centaines d'hectares et d'une belle maison coloniale. Aujourd'hui disparue, cette maison a été représentée par Adolphe d'Hastrel dans son Album de l'île Bourbon, Paris, 1847, planche 10. Cette planche porte comme titre « La Basse Terre (A Mr De Heaulme). Quartier St Pierre ». Au début du XXe siècle, en l'absence des propriétaires qui habitaient en métropole, le domaine fut loué à un Syndicat agricole. Il produisait essentiellement de la canne à sucre, mais aussi du maïs, du manioc et de la vanille. En octobre 1920, le domaine fut vendu par le petit-fils de Roland de Heaulme. Le peuplement de Basse-Terre était donc à l’origine à vocation agricole. Mais peu à peu le bâti prit le dessus sur les exploitations.
Le canal Saint-Étienne a été livré en 1927 et il est à l’origine de la prospérité économique de Saint-Pierre. Il a été définitivement abandonné à la fin des années 1970. Ce canal a marqué l’imaginaire des habitants des quartiers de Basse-Terre, Ligne Paradis et Bois d’Olives. « Les femmes viennent laver leur linge au lavoir qui se trouve à proximité tandis que les hommes jouent aux dominos sous les arbres ».

## Années 2000
En 2007, le quartier possède néanmoins un taux de chômage très fort de 52 % et un des taux de délinquance les plus élevés de la commune. Basse-Terre fait partie d'un projet de contrat de ville qui vise aussi les quartiers de la Ravine des Cabris, de Bois d'Olives, de la Ravine Blanche, de Grands Bois, de Terre-Sainte et de Pierrefonds en raison des caractéristiques communes suivantes : « chômage supérieur à 50 %, niveau scolaire médiocre avec des taux de réussite aux évaluations en CE2, en 6e et au brevet des collèges inférieures à 50 %. Les six quartiers visés par le Contrat urbain de cohésion sociale (Ravine Blanche, Ravine des Cabris et Bois d'Olives, Basse-Terre et Joli Fond, Grands Bois, Terre-Sainte et Pierrefonds) n'ont toutefois pas besoin d'une grande enquête pour démontrer leur caractère défavorisé ».

### Quelques chiffres
- 1023 logements sociaux (dont 810 sur Joli Fond)
- 2 écoles
- 1 maison de quartier
- 1 église
- 2 chapelles tamoules
- 1 mosquée
- 1 terrain de sport en synthétique
- 1 stade de football

## Photos

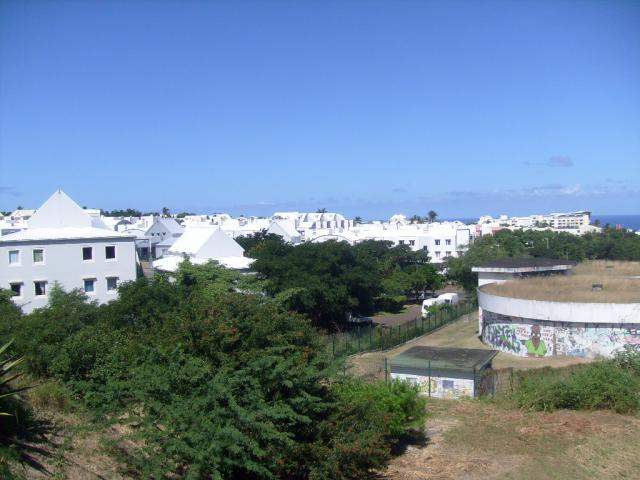
Vue d'ensemble sur Joli Fond.
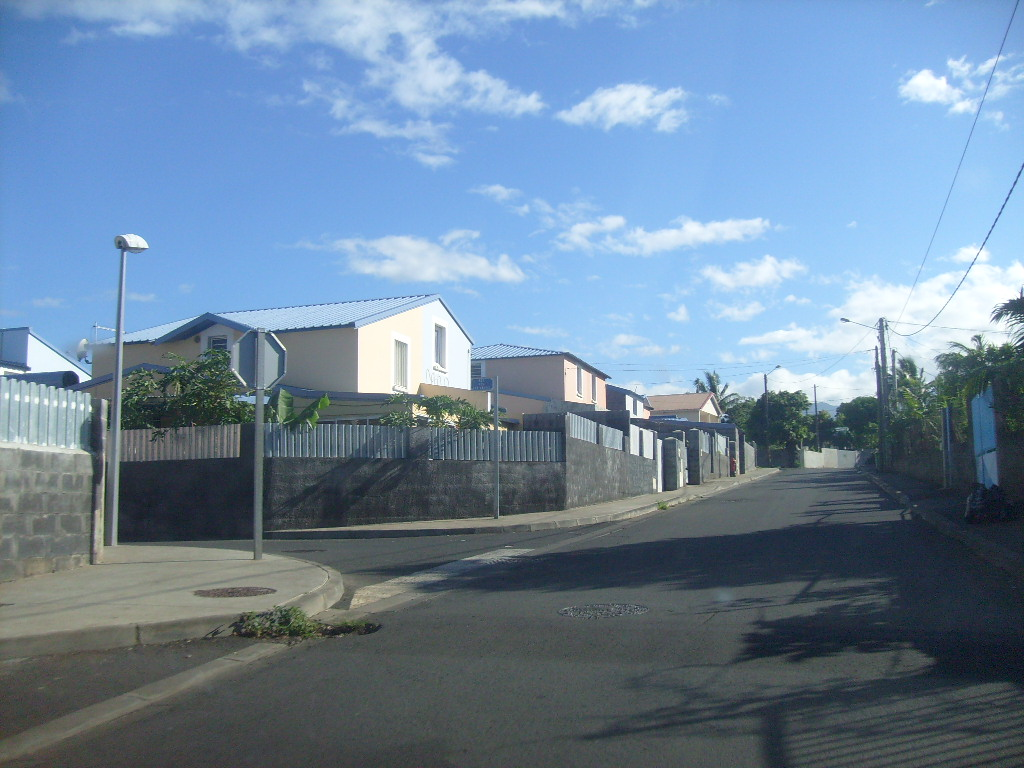
Rue du Stade de Basse-Terre.
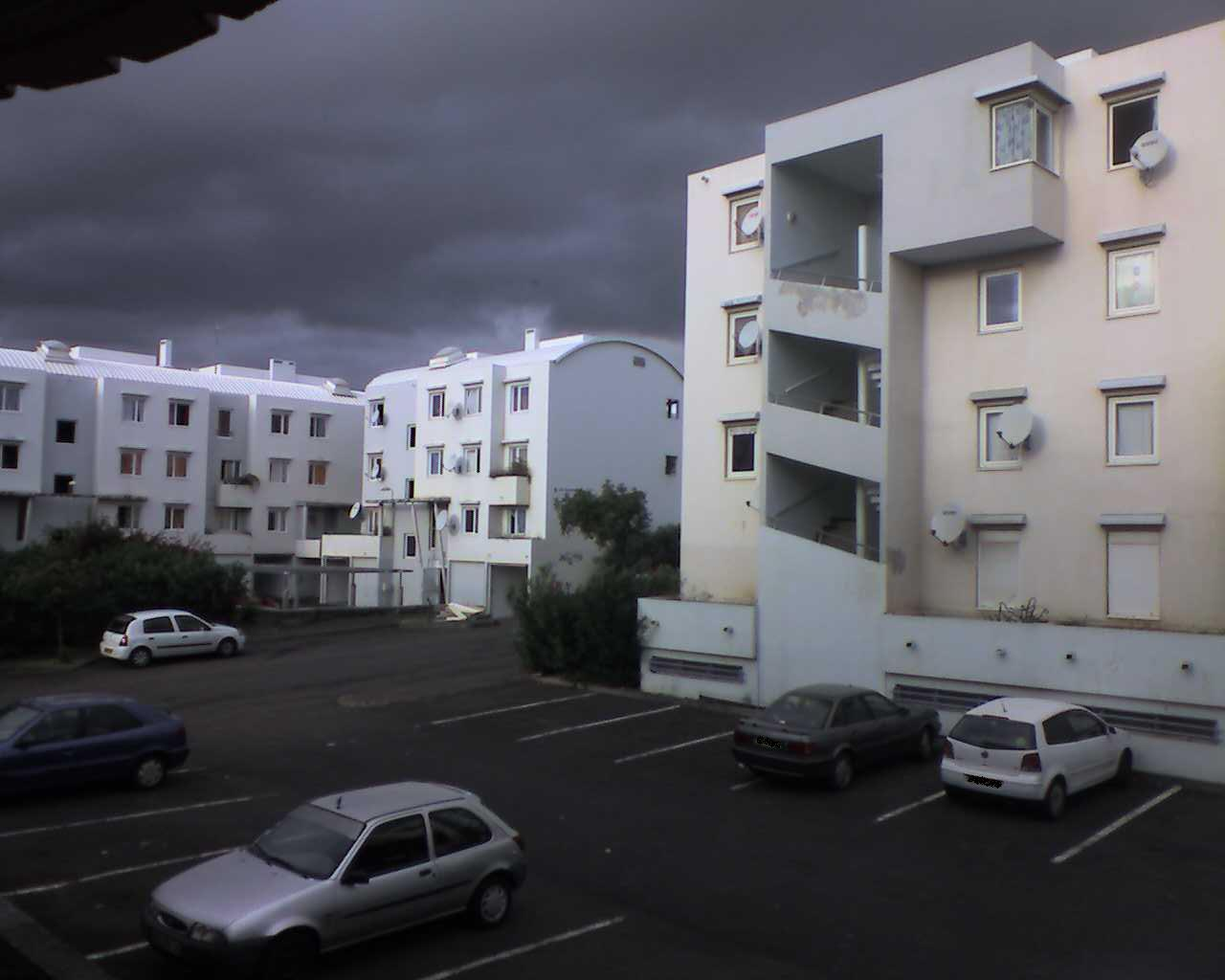
Logements sociaux à Joli Fond.

## Personnalités
- Baster, groupe de musique originaire du quartier qui fait du maloya et du reggae.
- Anarchiste, groupe de rap issu du quartier.